# Anton Fehr
Pour les articles homonymes, voir Fehr.
Anton Fehr est un homme politique allemand, né le 24 décembre 1881 à Lindenberg im Allgäu où il est mort le 2 avril 1954.
Membre de la BBB (de) (le BBB), il est ministre de l'Alimentation et de l'Agriculture en 1922.

## Décoration
- 1952 : grand-croix de l'ordre du Mérite de la République fédérale d'Allemagne